# Suzaka
Suzaka (須坂市 -shi) é uma cidade japonesa localizada na província de Nagano.
Em 2003 a cidade tinha uma população estimada em 53 856 habitantes e uma densidade populacional de 359,42 h/km². Tem uma área total de 149,84 km².
Recebeu o estatuto de cidade a 1 de Abril de 1954.